# Carrer de Milans
El carrer de Milans és un conjunt arquitectònic del barri Gòtic de Barcelona, catalogat com a bé amb elements d'interès (categoria C).

## Història

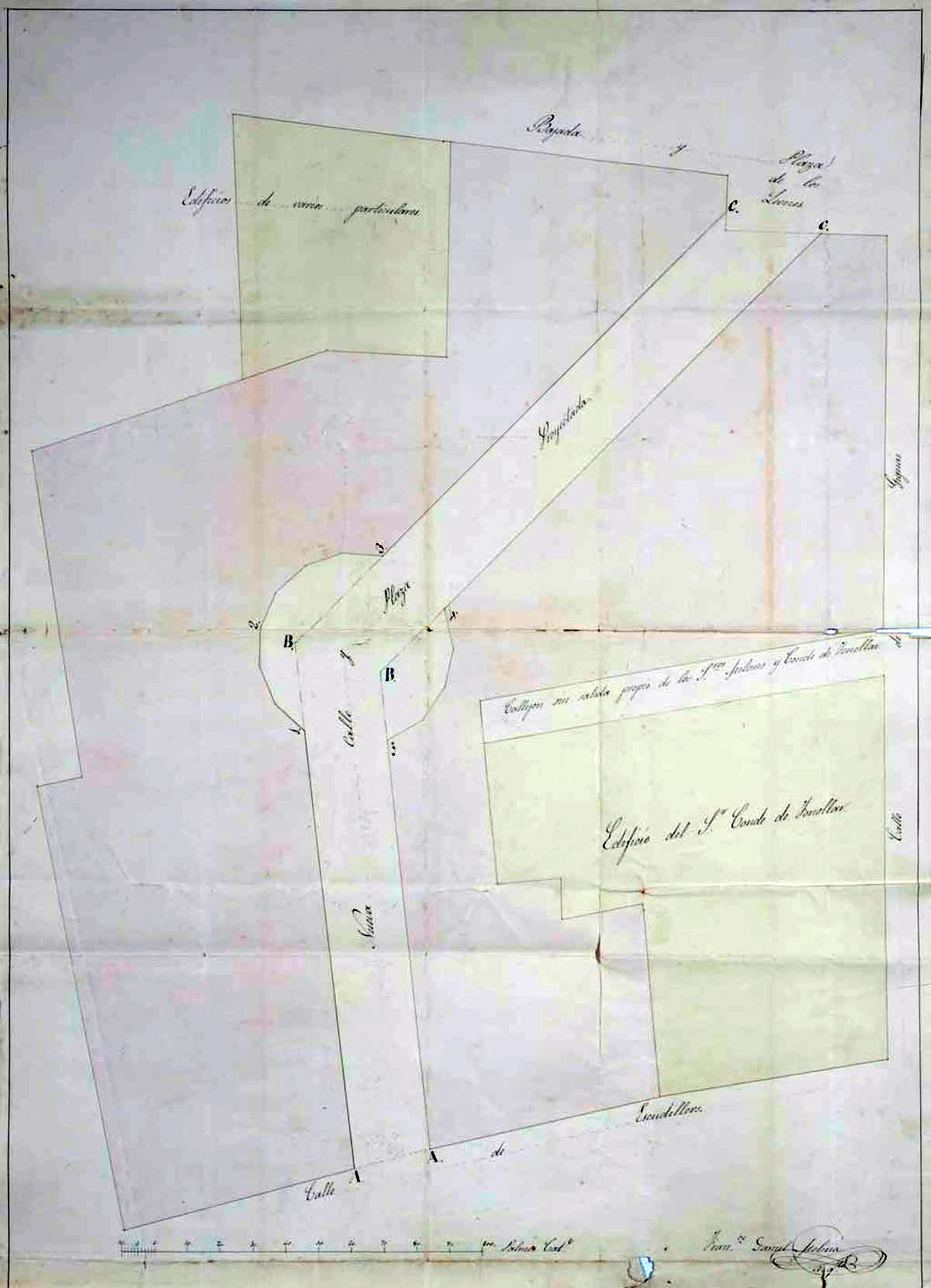
Projecte d'obertura del carrer de Milans (1849)

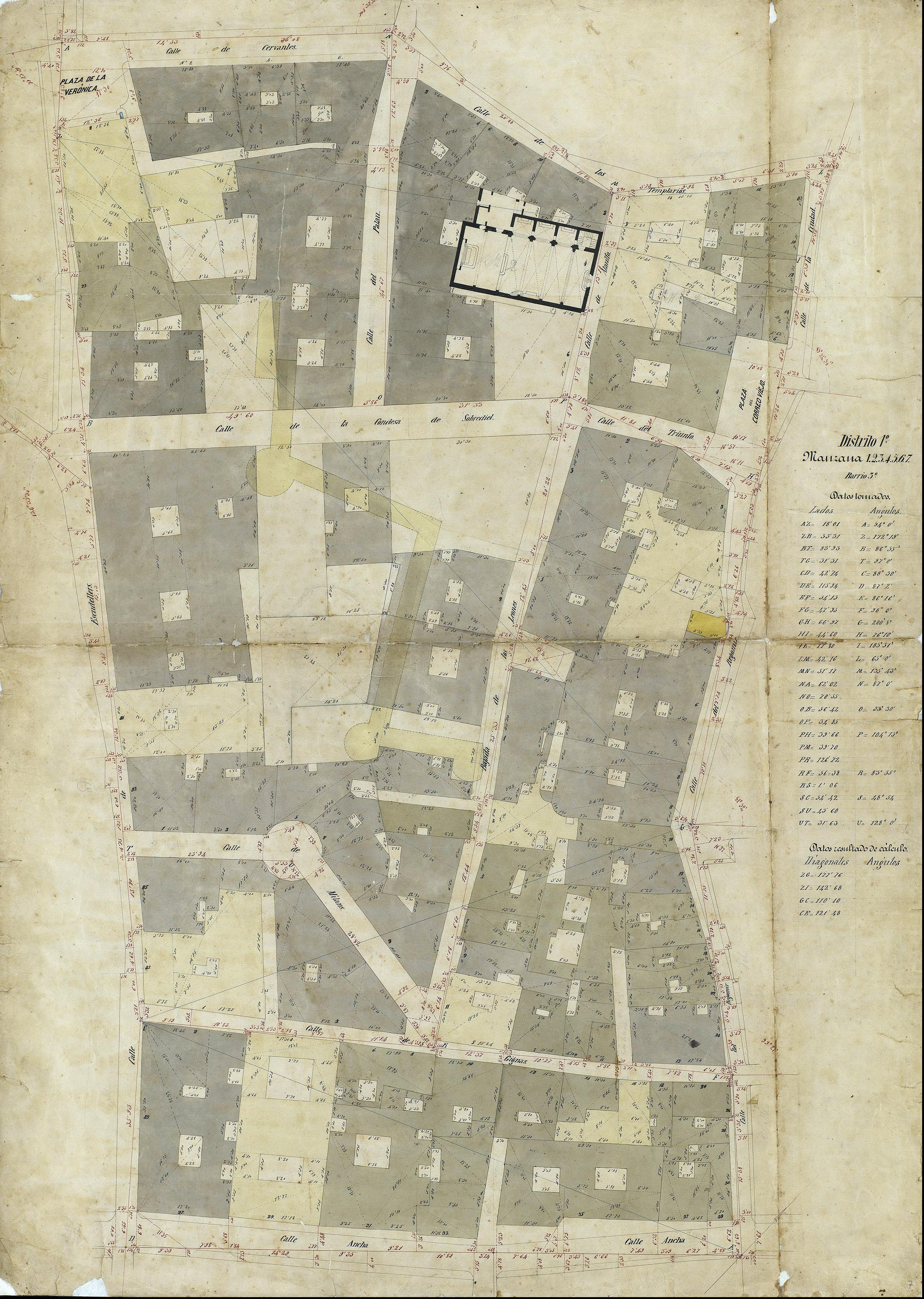
Quarteró núm. 7 de Garriga i Roca (c. 1860)

El 1700, el mercader Jaume de Duran i Pujades va adquirir la finca als marmessors de Maria Àngela d'Aleny, vídua de Josep Bober. Partidari de Felip V, amb el seu pare Josep de Duran i Móra foren empresaris de provisions per a les expedicions militars a Itàlia, i el 1735 llançà una vasta subscripció per a finançar la construcció del canal d'Urgell.
El seu net Josep Francesc de Duran i Puig fou director de la Companyia de Comerç de Barcelona a Índies i agutzil major del Sant Ofici a Catalunya, i el 1754 es va casar amb la seva cosina tercera Maria Josepa de Duran i Braçó, senyora de Fonolleres, Corbera i la quadra de Llor, reunificant així les dues branques de la família. La seva mort el 1794 va suposar un important conflicte familiar, i en el seu testament imposà un vincle per als descendents de la seva filla Gertrudis de Duran i de Duran, ja que desconfiava del seu gendre Narcís de Milans i de Tord i del seu net Francesc de Milans i de Duran. Aquest darrer acabaria per impugnar-lo i n'aconseguiria l'anul·lació.
El 1849, i per encàrrec de Francesc de Milans i el seu fill Ramon de Milans i de Gregorio, l'arquitecte Francesc Daniel Molina hi va projectar el traçat d'un nou carrer entre el dels Escudellers (actualment Avinyó) i la placeta dels Lleons (actualment carrer d'Ataülf), amb una placeta arrodonida al centre: «Se concede permiso á D. Francisco de Milans y de Durán y D. Ramon de Milans y de Gregorio, propietarios y vecinos de esta ciudad, para abrir una calle del ancho de veinte y cinco palmos, que desde la de Escudellers atraviese todo el terreno de su propiedad hasta la plazuela dels Lleons, con arreglo al plano que han acompañado, […] Barcelona 24 de marzo de 1849.»
El 1850, el mateix Molina s'encarregà de projectar la casa del núm. 2, propietat de Miquel Moler i Nonell: «Se concede permiso á D. Miguel Moler y Nonell para derribar la parte de casa que posee de la que en el día ocupa la de los señores Milans en la calle de Escudellers y reedificarla con arreglo a las fachadas que ha presentado, formando esquina y frente en la calle proyectada que ha de atravesar hasta la plazuela dels Lleons, […] pudiendo elevar el edificio hasta la altura de cien palmos, mediante adornar las referidas fachadas en los términos que el Excmo. Ayuntamiento tiene acordados. Barcelona 30 de enero de 1850.»
En els anys següents es construirien les cases núms. 1-3 i les que formen el costat septentrional de la placeta (núms. 5-7), propietat dels Milans, totes projectades per Molina. Posteriorment, la del núm. 1 va passar a mans de Miquel Manegat i Puig, que el 1886 va demanar permís per a remuntar-hi un quart pis.

## Descripció
Es tracta d'un conjunt d'edificis que comparteixen les façanes, compostes amb portals rectangulars als baixos i entresòls amb balconeres sobre motllura plana. Els quatre pisos restants tenen balcons (excepte el primer, amb llargues balconades) de llosana de pedra de Montjuïc. Els cossos més propers als angles es destaquen per senzills florons de terracota enmig de plafons motllurats i, als baixos de pedra, per l'encoixinat horitzontal.